# Julián Rodas

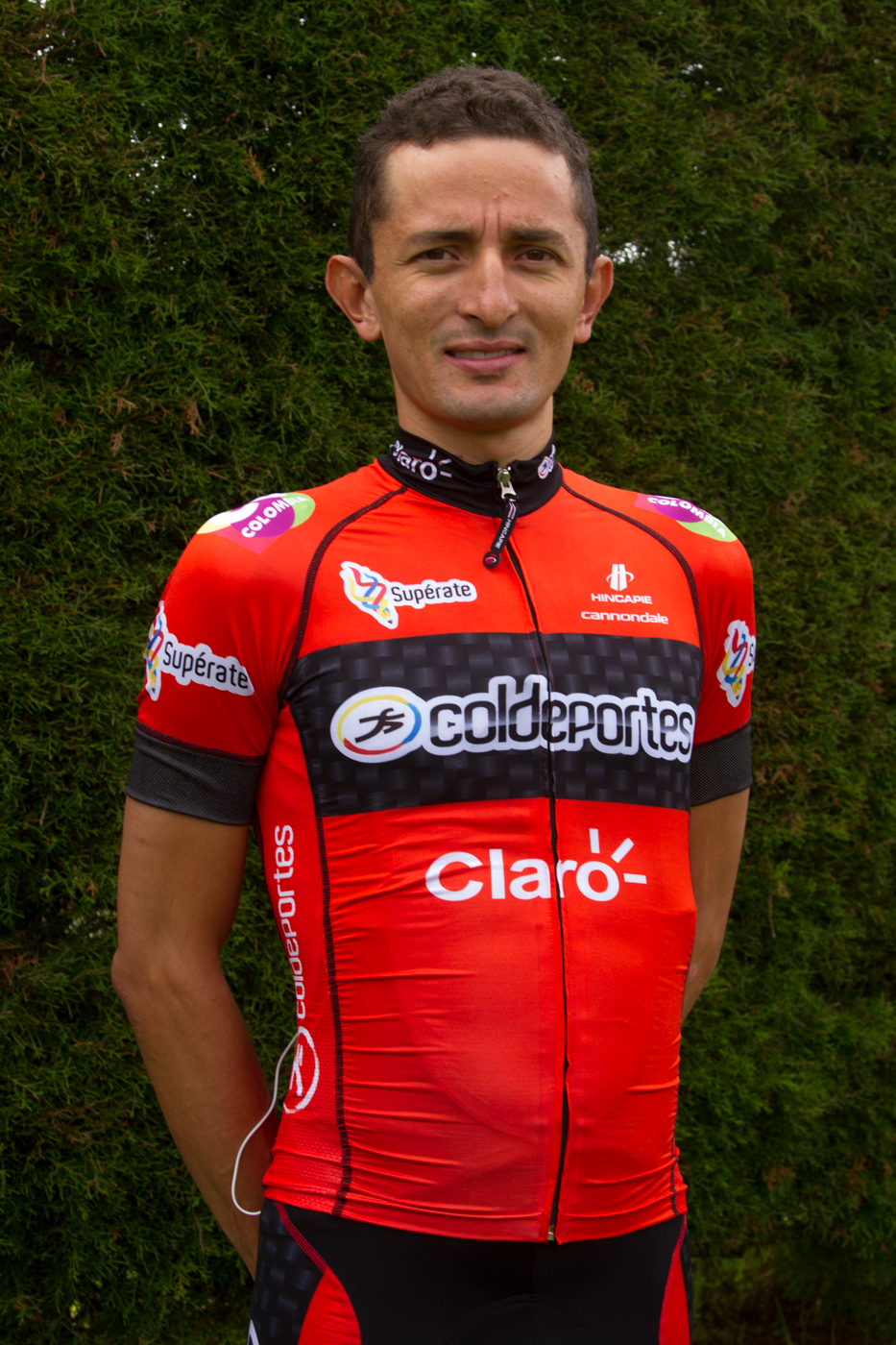
Julián Rodas (2013)

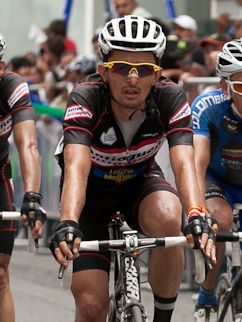
Julián Rodas

Julián Andrés Rodas Ramírez (* 2. Januar 1982) ist ein ehemaliger kolumbianischer Radrennfahrer. 
2003 gewann er die kolumbianische Juniorenmeisterschaft auf der Straße und 2006 das Rennen Clásica Ciudad de Girardot. Im gleichen Jahr gelang ihm der Sieg beim Clásica Nacional Marco Fidel Suárez. Einen weiteren größeren Erfolg erzielte er 2009 mit einem zweiten Platz in der Gesamtwertung bei der Vuelta a los Santanderes.

## Erfolge
2003
- Kolumbianischer Meister – Einzelzeitfahren (U23)

2009
- eine Etappe Vuelta Ciclista a Costa Rica

2010
- Mannschaftszeitfahren Vuelta a Colombia

2011
- Mannschaftszeitfahren Vuelta a Colombia

## Teams
- 2007 UNE-Orbitel

- 2010 Ind Ant-Idea-Fla-Lot De Medellín
- 2011 Gobernación de Antioquia-Indeportes Antioquia
- 2012 Gobernación de Antioquia-Indeportes Antioquia
- 2013 Colombia Coldeportes
- 2014 Formesán-Bogotá Humana
- 2015 InCycle-Cannondale Pro Cycling